# Voïvodie de Poznań (XIVe siècle - 1793)
1314–1793
Entités précédentes :
- Duché de Grande-Pologne

Entités suivantes :
- Royaume de Prusse (Prusse-Méridionale)

La voïvodie de Poznań, en latin Palatinatus Posnaniensis, en polonais Województwo Poznańskie, est un ancien palatinat du royaume de Pologne, et dont la ville de Poznań était le chef-lieu. Cette voïvodie a existé du xive siècle à 1793.
Elle était divisée en neuf districts : Poznań, Koscian, Vehova, Valetch, Friedland, Filehn, Neuhof, Tcharnikov, et Krojanki. Le partage de la Pologne en 1772 donna les cinq derniers districts et une partie du quatrième à la Prusse, qui en a formé le grand-duché de Posen. Le reste fut annexé à la Prusse en 1793, lors du 2e partage.